# برانیسلاو هرنیچک
برانیسلاو هرنیچک (صربی: Branislav Hrnjiček؛ ۵ ژوئن ۱۹۰۸ – ۲ ژوئیه ۱۹۶۴) یک بازیکن فوتبال اهل صربستان بود.